# بیلساری بتانکور
بیلساری بتانکور (به انگلیسی: Belisario Betancur) (زاده ۴ فوریه ۱۹۲۳ – مرگ ۷ دسامبر ۲۰۱۸) یک سیاستمدار سابق کلمبیایی و بیست و ششمین رئیس‌جمهور کلمبیا از سال ۱۹۸۲ تا ۱۹۸۶ بود. او عضو حزب محافظه کار کلمبیا بود. او در دوران ریاست جمهوری‌اش به خاطر تلاش‌هایش در مذاکرات صلح با چندین گروه چریکی کلمبیا برجسته شد. او همچنین از معدود رئیس جمهورهایی بود که پس از پایان دوران ریاست‌جمهوری از شرکت در سیاست خودداری کرد.